# Comuna Breaza, Suceava
Breaza este o comună în județul Suceava, Bucovina, România, formată din satele Breaza (reședința), Breaza de Sus și Pârâu Negrei.

## Demografie
Componența etnică a comunei Breaza
     Români (92,65%)
     Ucraineni (1,76%)
     Alte etnii (5,59%)
Componența confesională a comunei Breaza
     Ortodocși (92,94%)
     Alte religii (1,32%)
     Necunoscută (5,74%)
Conform recensământului efectuat în 2021, populația comunei Breaza se ridică la 1.360 de locuitori, în scădere față de recensământul anterior din 2011, când fuseseră înregistrați 1.512 locuitori. Majoritatea locuitorilor sunt români (92,65%), cu o minoritate de ucraineni (1,76%). Din punct de vedere confesional, majoritatea locuitorilor sunt ortodocși (92,94%), iar pentru 5,74% nu se cunoaște apartenența confesională.

## Politică și administrație
Comuna Breaza este administrată de un primar și un consiliu local compus din 9 consilieri. Primarul, Gheorghe Lesenciuc[*], de la Partidul Social Democrat, este în funcție din 2008. Începând cu alegerile locale din 2024, consiliul local are următoarea componență pe partide politice:
|  | Partid                           | Consilieri | Componența Consiliului | Componența Consiliului | Componența Consiliului | Componența Consiliului | Componența Consiliului | Componența Consiliului |
|  | -------------------------------- | ---------- | ---------------------- | ---------------------- | ---------------------- | ---------------------- | ---------------------- | ---------------------- |
|  | Partidul Social Democrat         | 6          |                        |                        |                        |                        |                        |                        |
|  | Uniunea Ucrainenilor din România | 2          |                        |                        |                        |                        |                        |                        |
|  | Partidul Național Liberal        | 1          |                        |                        |                        |                        |                        |                        |

## Recensământul din 1930
Componența etnică a comunei Breaza
     Ruteni (60,03%)
     Români (32,13%)
     Germani (0,7%)
     Evrei (5,95%)
     Ruși (1,08%)
     Polonezi (0,06%)
Componența confesională a comunei Breaza
     Ortodocși (93,42%)
     Romano-catolici (0,44%)
     Mozaici (5,95%)
     Evanghelici\Luterani (0,19%)
Conform recensământului efectuat în 1930, populația comunei Breaza se ridica la 1581 locuitori. Majoritatea locuitorilor erau ruteni (60,03%), cu o minoritate de germani (0,7%), una de evrei (5,95%), una de ruși (1,08%), una de polonezi (0,06%) și una de români (32,13%). Din punct de vedere confesional, majoritatea locuitorilor erau ortodocși (93,42%), dar existau și romano-catolici (0,44%), mozaici (5,95%) și evanghelici\luterani (0,19%).